# Réflexe achilléen

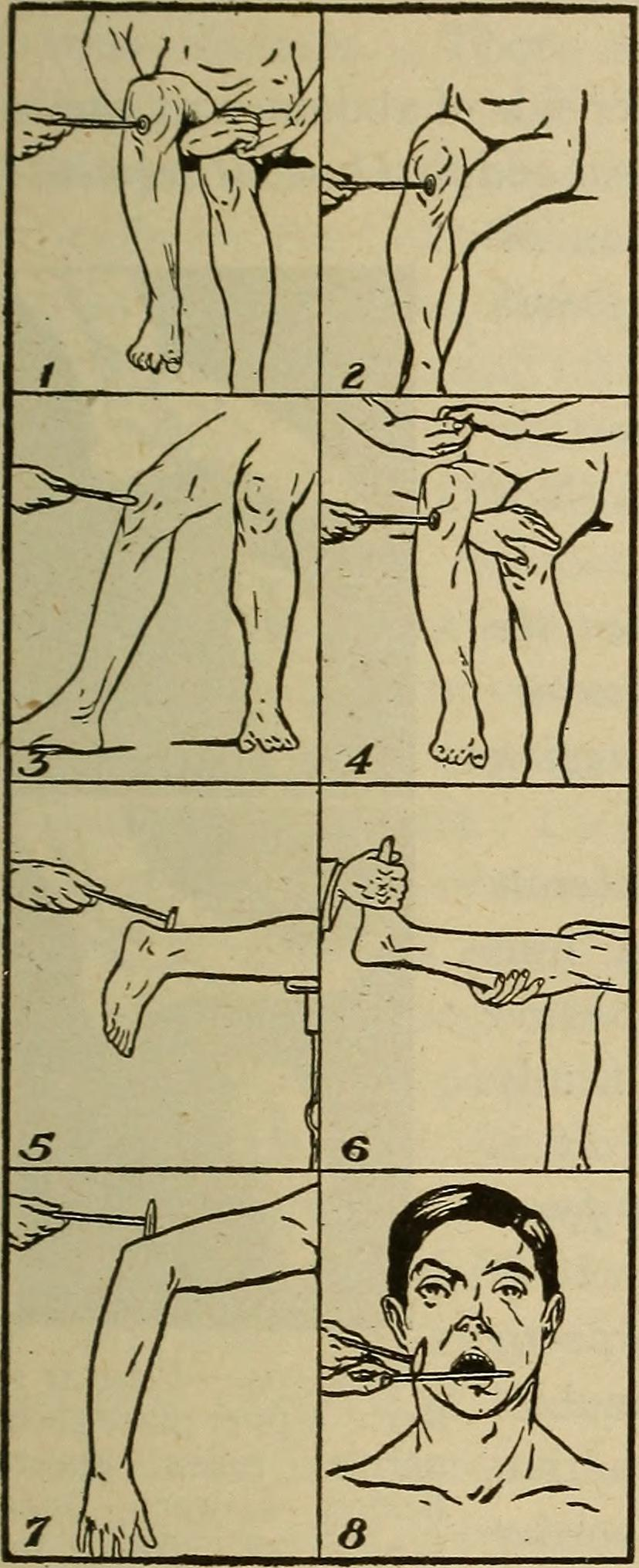
le réflexe achilléen est imagé sur l'illustration n°5

Le réflexe achilléen ou réflexe calcanéen est un réflexe attendu lors de la percussion du tendon d'Achille (ou tendon calcanéen dans la nomenclature actuelle). Ce stimulus doit entraîner chez le patient une extension de la cheville,.
Une perte du réflexe achilléen est possible dans le cas d'une sciatique, du syndrome de la queue de cheval.